# Dell Demps
Dell Demps (Long Beach, 12 febbraio 1970) è un ex cestista, allenatore di pallacanestro e dirigente sportivo statunitense, professionista nella NBA.

## Palmarès
- Campione CBA (1995)
- Coppa di Croazia: 1

Cibona Zagabria: 1999